# GS Mopertingen
Golden Stars Mopertingen was een Belgische voetbalclub uit Mopertingen. De club was aangesloten bij de KBVB met stamnummer 7073. Mopertingen speelde zijn hele geschiedenis in de provinciale reeksen, tot het in 2002 opging in een fusie met Rapid Spouwen tot Spouwen-Mopertingen.

## Geschiedenis
De club werd door Moors Wegenbouw opgericht op 12 juni 1967 en sloot wat later, op 10 augustus, aan bij de Belgische Voetbalbond. GS Mopertingen kreeg stamnummer 7073 toegekend. Men ging van start in de laagste provinciale reeksen, maar kon na enige tijd wat opklimmen tot Tweede Provinciale. Uiteindelijk viel de ploeg echter weer terug naar de laagste provinciale reeksen.
In 1995 kwam er een nieuwe voorzitter en nieuw bestuur, en werd ook een nieuwe accommodatie gebouwd, die in 1996 werd ingehuldigd.
In 1995/96 werd men 13de op 16 clubs in zijn reeks in Derde Provinciale, en Mopertingen zakte weer naar de laagste reeks. De ploeg wist het jaar nadien echter meteen een tweede plaats te veroveren in zijn reeks in Vierde Provinciale, en zo een terugkeer naar Derde te behalen. Een paar jaar later, in 1999 werd de ploeg kampioen in zijn reeks in Derde Provinciale en stootte zo opnieuw door naar Tweede Provinciale.
Mopertingen bleef goede resultaten neerzetten en in 2001 haalde de ploeg ook in Tweede Provinciale in zijn reeks de titel binnen. Voor het eerste stootte men door naar Eerste Provinciale, de hoogste provinciale reeks.
In 2002 ging men echter samen met Rapid Spouwen. Deze naburig club was opgericht in de jaren 50, en had een paar decennia in de jaren zeventig en 80 in de nationale Vierde Klasse gespeeld. Spouwen was in de jaren 90 echter teruggezakt naar het provinciaal voetbal en speelde ondertussen naast Mopertingen in Eerste Provinciale. De fusieclub ging Spouwen-Mopertingen heten, en speelde verder met stamnummer 5775 van Spouwen. Stamnummer 7073 van Mopertingen werd definitief geschrapt.